# Ausztrál férfi jégkorong-válogatott
Az ausztrál férfi jégkorong-válogatott Ausztrália nemzeti csapata, amelyet az Ausztrál Jégkorongszövetség (angolul: Ice Hockey Australia) irányít. 1960-ban csatlakoztak a nemzetközi mezőnyhöz, amikor részt vettek a Squaw Valley-ban (Egyesült Államok) rendezett téli olimpián, de az összes mérkőzésen alulmaradtak és a 9. helyen végeztek. Mai napig ez a válogatott legjobb eredményük az 1962-ben elért 13. hely (5. hely a B csoportban) mellett.  
Az ausztrál válogatott stabil szereplője a divízió II mezőnyének, ahol az A csoportban szerepel.

## Eredmények

### Világbajnokság
1920 és 1968 között a téli olimpia minősült az az évi világbajnokságnak is.
- 1960 – 9. hely
- 1961 – Nem vett részt
- 1962 – 13. hely (5. a B csoportban)
- 1963-1973 – Nem vett részt
- 1974 – 21. hely (7. a C csoportban)
- 1975-1978 – Nem vett részt
- 1979 – 26. hely (8. a C csoportban)
- 1981-1985 – Nem vett részt
- 1986 – 26. hely (10. a C2 csoportban)
- 1987 – 25. hely (1. a D csoportban)
- 1989 – 24. hely (8. a C csoportban)
- 1990 – 27. hely (2. a D csoportban)
- 1991 – Nem vett részt
- 1992 – 23. hely (3. a C1 csoportban)
- 1993 – 27. hely (7. a C csoportban)
- 1994 – 33. hely (6. a C2 csoportban)
- 1995 – 36. hely (7. a C2 csoportban)
- 1996 – 36. hely (8. a D csoportban)
- 1997 – 34. hely (6. a D csoportban)
- 1998 – 34. hely (2. a D csoportban)
- 1999 – 34. hely (3. a D csoportban)
- 2000 – 36. hely (3. a D csoportban)
- 2001 – 33. hely (3. a Divízió II A csoportban)
- 2002 – 36. hely (4. a Divízió II A csoportban)
- 2003 – 36. hely (4. a Divízió II A csoportban)
- 2004 – 33. hely (3. a Divízió II A csoportban)
- 2005 – 31. hely (2. a Divízió II A csoportban)
- 2006 – 32. hely (3. a Divízió II B csoportban)
- 2007 – 32. hely (2. a Divízió II B csoportban)
- 2008 – 30. hely (1. a Divízió II B csoportban)
- 2009 – 22. hely (6. a Divízió I A csoportban)
- 2010 – 30. hely (2. a Divízió II A csoportban)
- 2011 – 29. hely (1. a Divízió II A csoportban)
- 2012 – 28. hely (6. a Divízió II/B csoportban)
- 2013 – 32. hely (4. a Divízió II/A csoportban)
- 2014 – 32. hely (4. a Divízió II/A csoportban)
- 2015 – 34. hely (6. a Divízió II/A csoportban)
- 2016 – 35. hely (1. a Divízió II/B csoportban)
- 2017 – 30. hely (2. a Divízió II/A csoportban)
- 2018 – 30. hely (2. a Divízió II/A csoportban)
- 2019 – 31. hely (3. a Divízió II/A csoportban)
- 2020 – Törölve a Covid19-pandémia miatt[1]
- 2021 – Törölve a Covid19-pandémia miatt[2]
- 2022 – Visszalépett[3]
- 2023 – 32. hely (4. a Divízió II/A csoportban)
- 2024 – 33. hely (5. a Divízió II/A csoportban)

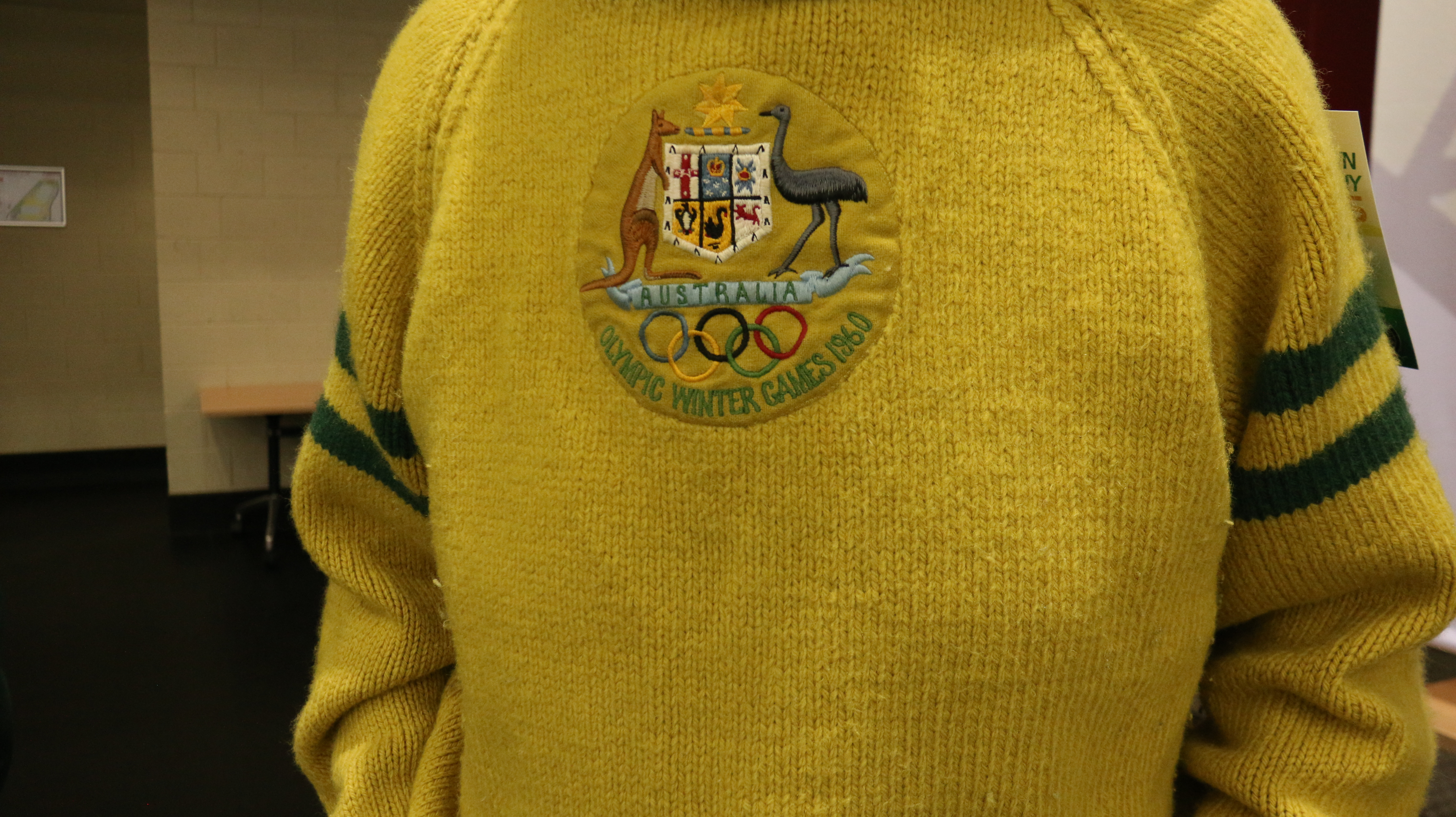
Eredeti ausztrál jégkorong szerelés az 1960. évi téli olimpiai játékokról.

### Olimpiai játékok
- 1960 – 9. hely